# Sandra Šarić
Sandra Šarić (* 8. Mai 1984 in Senj) ist eine kroatische Taekwondokämpferin. Sie gewann Bronze bei den Olympischen Sommerspielen 2008 in Peking in der Kategorie bis 67 kg. Neben der kroatischen Nationalmannschaft kämpft und trainiert sie beim Taekwondo Club TKD Metalac aus Zagreb.

## Erfolge im Taekwondo
Olympische Spiele:
- Bronzemedaille 2008 in Peking, bis 67 kg

Weltmeisterschaften:
- Jugend-Vize-Weltmeisterin 2000 in Killarney, bis 63 kg
- Vize-Weltmeisterin 2003 in Garmisch-Partenkirchen, bis 67 kg
- Dritte der Weltmeisterschaft 2005 in Madrid, bis 67 kg
- Dritte der Weltmeisterschaft 2007 in Peking, bis 67 kg
- Dritte der Weltmeisterschaft 2009 in Kopenhagen, bis 67 kg

Europameisterschaften:
- Jugend-Europameisterin 2001 in Pamplona, bis 63 kg
- Europameisterin 2008 in Rom, bis 72 kg

Kroatische Meisterschaften:
- Kroatische Vize Meisterin 2007, bis 67 kg